# Thallwitz
Thallwitz est une commune de Saxe (Allemagne), située dans l'arrondissement de Leipzig, dans le district de Leipzig.

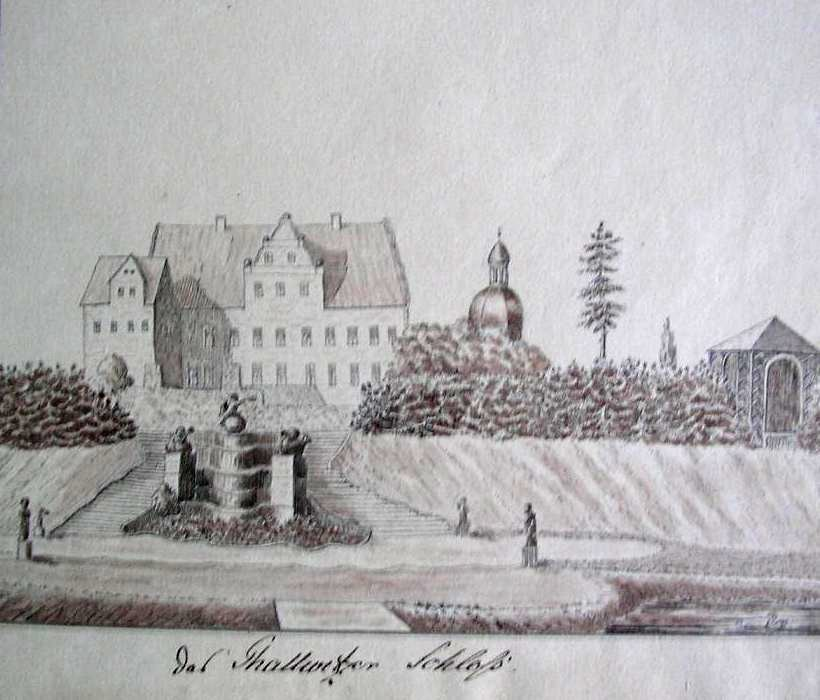
Château de Thallwitz, XIXe siècle

## Personnalités liées à la ville
- Cornelius Gurlitt (1850-1938), historien de l'art né à Nischwitz.
- Bernhard Eckstein (1935-2017), coureur cycliste né à Zwochau.